# Les Souris sumo
Les Souris sumo (ちゅうずもう, Chu-zumo) est un court métrage écrit par Hayao Miyazaki et réalisé par Akihiko Yamashita en 2010. Il n'est, comme pour la plupart des courts métrages, possible à regarder seulement dans la salle-cinéma du Musée Ghibli de Mitaka (Tokyo),.
Le court-métrage est tiré d'un conte traditionnel japonais intitulé Nezumi no Sumô (ねずみのすもう, Le sumo des souris),,.

## Synopsis
L'histoire est basée sur un couple de personnes âgées vivant dans un cadre très rural, au milieu des Alpes japonaises. Ils y vivent en autarcie, en tant que bons fermiers isolés du reste du pays. Alors que l'homme vaque à ses occupations habituelles, il aperçoit un petit groupe de souris grises se déplaçant sur leurs deux pattes arrière, en direction de la forêt situé juste à côté de la vieille bicoque. Décidant de les suivre en toute curiosité, il tombe à sa grande surprise sur un mini-festival organisé par plusieurs petits animaux de la forêt ; en l'occurrence des souris grises, blanches ainsi que des grenouilles et crapauds. Ce festival consiste en plusieurs combats successifs de sumo entre les souris grises, et les blanches plus grosses et fortes. Ces dernières ont toujours remporté le tournoi sous l'œil vigilant des arbitres batraciens.
Voyant que les souris grises se découragent, le vieil homme décide alors de leur préparer amicalement des plats (morceaux de légumes de leur jardin, pâte à pain et autres) à leur échelle dans le but de leur donner des forces. Les souris, voyant ce geste sympathique, décident alors de les récupérer avant d'articuler un geste de politesse sous l'œil amusé du vieux couple. Tous ensemble, ils se dirigent dans la forêt pour l'ultime tournoi, dans lequel les souris grises mangeront la nourriture humaine et par gain de force, gagneront enfin pour leur communauté le titre de sacrées championnes de sumo. Tout est bien qui finit bien dans un fou rire final dans la vieille bicoque.